# Bubulcus (gènere)
Bubulcus és un gènere d'ocells de la família dels ardèids (Ardeidae). Aquests esplugabous viuen en diversos continents.

## Taxonomia
Segons la classificació del Congrés Ornitològic Internacional (versió 2.6, 2010) aquest gènere estava format per dues espècies, si bé tradicionalment la segona d'elles s'ha considerat una subespècie:
- Bubulcus ibis - Esplugabous
- Bubulcus coromandus - Esplugabous oriental

Tanmateix, el COI traslladà ambdues espècies a Ardea (versió 14.2, 2024) basant-se en els resultats d'un estudi filogenètic molecular publicat el 2023, que trobà que estaven estretament emparentades amb els mebres d'aquest altre gènere.